# Besleria ovalifolia
Besleria ovalifolia är en tvåhjärtbladig växtart som beskrevs av Henry Hurd Rusby. Besleria ovalifolia ingår i släktet Besleria och familjen Gesneriaceae. Inga underarter finns listade i Catalogue of Life.